# Rепродукция
«Rепродукция» — второй студийный альбом российской группы Hi-Fi, выпущенный в 1999 году на лейбле REAL Records. Продюсером альбома выступил Павел Есенин, он же написал всю музыку и аранжировки. Альбом содержит четыре ремикса на песни из предыдущего лонгплея, а также несколько инструментальных композиций.
Композиция «Чёрный ворон» стала лауреатом премии «Золотой граммофон».

## Отзывы критиков
| Оценки критиков | Оценки критиков |
| Источник        | Оценка          |
| --------------- | --------------- |
| Живой звук      | [ 3 ]           |

В своей рецензии для газеты «Живой звук» Александр Кутинов так отозвался об альбоме: «Модное молодежное трио предстает перед ошеломлённым слушателем в абсолютно новом качестве за исключением страшненького и меланхоличного „Чёрного ворона“, где ещё поставлены в главу угла мелодия и текст, а с хитовостью всё в порядке, практически во всех остальных композициях царит лишь электронное колдовство Павла Есенина. И ничего более. Неоднозначные миксы „Пионера“ и „Беспризорника“ соседствуют с абсолютно свежими инструментальными номерами, причём с явной этнической начинкой — „Арабика“, „Кубо“ и др. Погрузившись в сэмплерные дебри, окунувшись в компьютерные моря, автор способен одновременно приобрести новую продвинутую публику и потерять прежнюю, ориентированную на прыг-скок».
Ксения Рождественская из издания «Звуки.ру» отметила, что музыка группы очень приятная, тексты довольно хорошие и плавные, и всё настолько красиво и гладко, что почти невозможно что-то сказать об этом альбоме. Она также заявила, что слушатель вряд ли будет разочарован, однако он никогда не сможет полюбить этот альбом.

## Список композиций
1. «Про лето» — 3:22[* 1]
2. «Арабика» — 4:59[* 2]
3. «Чёрный ворон» — 4:22
4. «Ты прости» — 3:26 — Remix
5. «Пионер» — 4:29 — Remix
6. «Нить» — 3:23 — Remix
7. «Беспризорник» — 4:09 — Remix
8. «Куба» — 2:58
9. «Fly» — 3:11
10. «New York» — 2:42

## Участники записи
- Аранжировка, вокал, музыка, продюсер — Павел Есенин
- Слова — Эрик Чантурия